# Neoplanorbis smithi
Neoplanorbis smithi foi uma espécie de gastrópodes da família Planorbidae.
Foi endémica dos Estados Unidos da América.